# Auxiliaire technologique

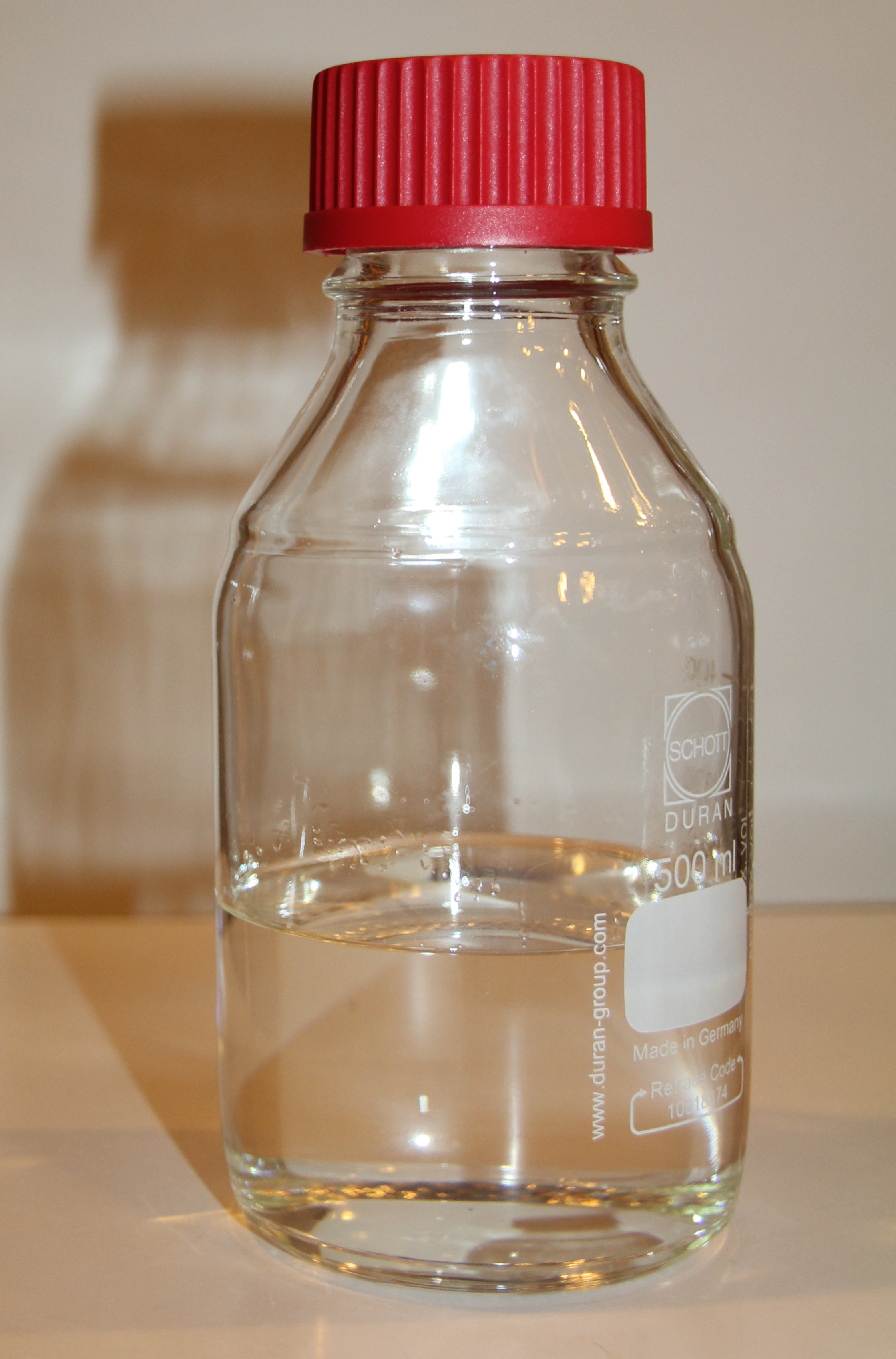
Le dichlorométhane est un solvant utilisé notamment pour la décaféination ou la préparation d'extrait de houblon et d'autres extraits.

Un auxiliaire technologique est une substance utilisée par l'industrie agroalimentaire durant la préparation ou la transformation d'aliments dans un but technologique (aide au démoulage, antimoussant, solvant d'extraction…).
Utilisé pour permettre, faciliter ou optimiser une étape de la transformation d'un aliment, il n'en constitue pas un ingrédient, à l'opposé des additifs alimentaires. Aussi, il peut ne pas légalement être mentionné dans la liste des ingrédients, même s'il peut entraîner la présence de résidus dans la denrée alimentaire. 

## Histoire
Le terme auxiliaire technologique est relativement récent, il a été adopté pour la première fois par le Codex Alimentarius en 1979. Cependant leur utilisation dans les denrées alimentaires est plus ancienne. Dès l'Antiquité, les Grecs utilisaient des extraits de caillette (estomac) de veau pour fabriquer du fromage. Les Romains utilisaient la craie et la chaux pour clarifier le vin.

## Statut international
Un répertoire des auxiliaires technologiques a été préparé par le Comité du Codex sur les additifs alimentaires et les contaminants. Premièrement, ce répertoire a pour objectif de rassembler des informations sur les substances utilisées comme auxiliaires technologiques et deuxièmement d'identifier ceux qui devraient être évalués du point de vue de la sécurité par le Comité mixte FAO-OMS d'experts des additifs alimentaires (JECFA),. Ce répertoire a été adopté par la Commission du codex Alimentarius à sa dix-huitième session en 1989. Il est proposé comme texte à caractère consultatif à tous les États Membres et membres associés de la FAO et de l'OMS et il appartient à chaque gouvernement de décider de l'usage qu'il entend en faire.

## Réglementation européenne
Au niveau européen, il n'y a pas encore d'harmonisation pour les auxiliaires technologiques, ce sont donc essentiellement les règles nationales qui s'appliquent.
Au sens du Règlement 1169/2011, les auxiliaires technologiques ne sont pas des additifs alimentaires comme défini par le Règlement 1333/2008 et ne sont donc pas soumis aux règles d'étiquetage de la denrée alimentaire. Toutefois, le Règlement 1169/2011 supprime cette dérogation d'étiquetage pour les additifs de carry-over, les auxiliaires technologiques, les solvants et supports d'arômes ou d'additifs, dans le cas où ces produits seraient constitués ou issus des ingrédients de la liste des allergènes cités dans l'annexe II. Le règlement assure ainsi que les allergènes sont toujours indiqués sur l'étiquette.
Les enzymes qui actuellement sont régies par les réglementations nationales 'auxiliaires technologiques' des pays-membres de l'UE seront régies par le Règlement 1332/2008 qui prévoit une liste communautaire d'enzymes autorisées. Le registre n'est pas encore en ligne.

## Réglementation française
En France, 17 catégories d'auxiliaires technologiques, regroupant plus de 400 substances, sont autorisées dans la fabrication de denrées alimentaires.
La réglementation française est floue sur la frontière entre additif alimentaire et auxiliaire technologique. Par exemple, un conservateur sur un ingrédient composé peut être considéré comme un auxiliaire technologique et peut donc ne pas être comme faisant partie des ingrédients du produit fini. Ce vide juridique est exploité dans l'industrie au point de donner lieu à des fraudes.
L'ANSES a produit un avis (14 janvier 2011) sur le projet d'arrêté relatif aux lignes directrices pour la constitution des dossiers de demande d'autorisation d'emploi d'auxiliaires technologiques en alimentation humaine.

### Classification
Liste des catégories d'auxiliaires technologiques autorisées  :
- Antimousses
- Catalyseurs
- Agents de clarification et adjuvants de filtration
- Agents décolorants
- Agents de lavage et de pelage/épluchage
- Agents de plumaison et d'épilation
- Résine échangeuse d'ions
- Agents de congélation par contact et agents de refroidissement
- Agents de dessiccation et anti-agglomérants
- Enzymes
- Agents d'acidification, d'alcalinisation ou de neutralisation
- Agents de démoulage
- Floculants et coagulants
- Agents de décontamination des produits d'origine végétale
- Antitartres
- Solvants d'extraction
- Autres auxiliaires technologiques

La liste des substances autorisées est mise à jour régulièrement.